# Scaphisoma subalpinum
Scaphisoma subalpinum, früher Scaphosoma s., ist ein Käfer aus der Unterfamilie der Kahnkäfer (Scaphidiinae). 

## Merkmale
Die Käfer erreichen eine Körperlänge von 2,5 bis 2,8 Millimetern. Der Nahtstreifen der Deckflügel verläuft anders als beim Pilz-Kahnkäfer (Scaphisoma agaricinum) bis zum Halsschild, biegt vor der Basis nach außen und hört etwa bei der Hälfte der Basis auf. Das vierte Glied der Fühler ist nur halb so lang wie das fünfte. Die Art ist dem Pilz-Kahnkäfer sehr ähnlich, wird aber nahezu doppelt so groß.

## Vorkommen und Lebensweise
Die Art ist in Nord- und Mitteleuropa, stellenweise auch in Südeuropa und am Kaukasus verbreitet. In Skandinavien erreicht die Verbreitung mancherorts den äußersten Norden, in Finnland reicht die Verbreitung bis nach Lappland. Die Art fehlt in England und Dänemark. Aus Südeuropa ist die Art von Mittel- und Süditalien, Frankreich und Kroatien bekannt. In Deutschland ist die Art weit verbreitet, jedoch im Norden verbreiteter als im Zentrum und Süden. Dort kommt die Art vor allem im Bergland vor. In Österreich ist sie überall bis in subalpine Lagen häufig. Die Tiere besiedeln verpilztes Totholz und Pilze. 